# سالا کوئلی
سالا کوئلی (به ایتالیایی: Scala Coeli) یک کومونه در ایتالیا است که در استان کزنتزا واقع شده‌است. سالا کوئلی ۶۷ کیلومتر مربع مساحت و ۱٬۳۸۹ نفر جمعیت دارد و ۳۶۳ متر بالاتر از سطح دریا واقع شده‌است.